# JWH-015
JWH-015，化学名2-甲基-1-丙基-3-(1-萘甲酰基)吲哚，分子式C23H21NO，属于萘甲酰基吲哚类JWH系列大麻素，由约翰·威廉·霍夫曼小组合成。